# Emil von Fürth
Emil von Fürth (* 7. September 1863 in Strakonitz, Kaisertum Österreich; † 17. August 1911 in Hornbæk, Dänemark) war ein österreichischer Politiker. Er war in der Kommunal- und Sozialpolitik tätig.

## Leben
Emil von Fürth studierte Rechtswissenschaften und schloss mit seinem Doktorat ab. Danach ging er in die Politik und war von 1904 bis 1910 im Wiener Gemeinderat, wo er die Sozialpolitische Partei, eine bürgerlich-liberale Gruppierung vertrat. Als Fachmann für Wohnungsfürsorge erwarb er sich Verdienste um den 9. Internationalen Wohnungsreformkongress, der 1910 in Wien stattfand. Er war auch Förderer des Wiener Volksbildungsvereins.
Von Fürth starb bei einem Badeunfall in Dänemark. 1930 wurde der Fürthweg in Wien-Hietzing nach ihm benannt. Er war verheiratet mit Ernestine von Fürth geborene Kisch, einer führenden Vertreterin der bürgerlichen Frauenbewegung in Österreich. Ihr Sohn Josef Herbert Furth (1899–1995) wurde Rechtsanwalt und in den USA Ökonom.
Sein jüngerer Bruder Otto von Fürth (1867–1938) wurde Mediziner. 